# Erich Kirste
Erich Kirste (* 31. März 1927 in Heidelberg; † 24. Dezember 2002) war ein deutscher Physiker.
Kirste wuchs in seiner Heimatstadt Heidelberg auf. Mit 16 Jahren wurde er 1943 als Luftwaffenhelfer eingezogen, musste 1944 zum Reichsarbeitsdienst und zum Kriegsende zur Marine. Nach einer kurzen Kriegsgefangenschaft studierte er ab Ende 1945 bis 1948 Mathematik und Physik an der Universität Heidelberg. Nach einer zweijährigen, privat bedingten Studiumspause setzte er sein Studium 1950 an der Technischen Hochschule Darmstadt im Fach Physik fort. 1955 erhielt er sein Physik-Diplom.
Nach dem Studium wurde Kirste zunächst Leiter des Gaslabors für Elektronenmikroskopie bei  Carl Zeiss in Oberkochen. 1959 ging er in die Deutsche Forschungsgemeinschaft und übernahm dort das Referat für Physik, Astronomie und Weltraumforschung.
Bei seiner Arbeit in der Deutschen Forschungsgemeinschaft konzentrierte er sich zunächst auf die Festkörperphysik, die zu diesem Zeitpunkt noch in den Kinderschuhen steckte. Mit seiner Hilfe wurden in den 60er Jahren verschiedene Forschungsprogramme diesbezüglich in der Deutschen Forschungsgemeinschaft gestartet, schließlich war er auch maßgeblich an der Einrichtung des Max-Planck-Instituts für Festkörperforschung in Stuttgart beteiligt. Auch das Institut für Festkörperphysik des Forschungszentrum Jülich geht auf seine Bestrebungen zurück.
Als Fachreferent für Physik hat Kirste auch in anderen Gebieten veröffentlicht, unter anderem zu starken Magnetfeldern und zur Planetenforschung. Bis 1992 war er bei der Deutschen Forschungsgemeinschaft tätig und erhielt für diese Arbeit das Bundesverdienstkreuz 1. Klasse.

## Quelle
- Gottfried Landwehr: Nachruf auf Erich Kirste in Physik Journal Ausgabe 4/2003, Seite 56

| Personendaten    | Personendaten      |
| ---------------- | ------------------ |
| NAME             | Kirste, Erich      |
| KURZBESCHREIBUNG | deutscher Physiker |
| GEBURTSDATUM     | 31. März 1927      |
| GEBURTSORT       | Heidelberg         |
| STERBEDATUM      | 24. Dezember 2002  |